# Takayuki Kondo
Takayuki Kondo (近藤隆幸?) es un seiyu masculino japonés, quien nació el 14 de diciembre de 1973 en la prefectura de Gifu.

## Roles

### Anime
2006
- Blood+
- Yoake Mae yori Ruriiro na
- Red Garden

2007
- Gakuen Utopia Manabi Straight!

2008
- Akaneiro ni Somaru Saka
- Skip Beat!

2009
- Umineko no Naku Koro ni
- White Album
- Yumeiro Patissiere

2010
- Ōkami Kakushi
- Night Raid 1931
- Bleach

2011
- Beelzebub
- Mawaru Penguindrum
- Ano Hi Mita Hana no Namae o Bokutachi wa Mada Shiranai

2012
- Sengoku Collection

### Videojuegos
2004
- OneeChanbara

2010
- Tenshin Ranman: Lucky or Unlucky!?

2011
- Umineko no Naku Koro ni[2]

### CD Drama
- SD Gundam G Generation
- Zero no Tsukaima

### Narrador
- Daily Yamazaki